# Inconeuria porteri
Inconeuria porteri is een steenvlieg uit de familie borstelsteenvliegen (Perlidae). De wetenschappelijke naam van de soort is voor het eerst geldig gepubliceerd in 1919 door Navás.